# Foca del Caspi
La foca del Caspi (Pusa caspica) és una de les espècies més petites de les foques veritable i es troba exclusivament a la mar Càspia. Quan el gel es fon es poden trobar als rius Volga i Ural.

## Descripció
Els adults fan uns 1,5 metres de llargada i pesen uns 86 kg. Viuen en colònies. Tenen un sol cadell que té la pell blanca en néixer fins que fan la muda en un mes. La maduresa sexual és als cinc anys per les femelles i als 6 o 7 anys pels mascles.
S'alimenten principalment de ciprínids, gòbids i crustacis
Són depredats per àguiles marines i llops.
,són caçats pels humans i el seu medi comença a contaminar-se augmentant les seves malalties.
Fa cent anys hi havia 1,5 milions d'aquestes foques; cap a 1980 n'hi havia unes 400.000.